# Wilhelm von Biela

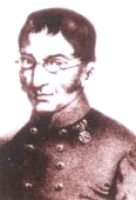
Wilhelm von Biela

Wilhelm von Biela (* 19. März 1782 in Roßla; † 18. Februar 1856 in Venedig) war ein deutsch-österreichischer Astronom und Offizier aus dem thüringischen Uradelsgeschlecht von Biela.

## Leben
Er wurde im Biela'schen Rittergut in Roßla geboren, das sein Vater bereits 1787 an den Amtmann Rudolph aus Dittichenrode verkaufte und mit seiner Familie nach Dresden zog. Seine Ausbildung erhielt Wilhelm von Biela im Pagenerziehungshaus des sächsischen Kurfürsten. Er ging dann aber ist österreichische Dienste und wurde 1802 Kadett im  österreichischen Infanterie-Regiment Nr. 18 Graf Stuart Patrik. Er machte den Feldzug am Rhein mit, kämpfte mit Auszeichnung bei Abensberg; wurde 1809 Offizier und tat sich wieder bei Aspern hervor. Während der Befreiungskriege war er Adjutant des Generals Merveldt in der Völkerschlacht von Leipzig. Er wurde in der Schlacht verwundet, macht den Feldzug aber bis zum Einmarsch in Paris mit.
Nach dem Krieg kam er nach Prag, wo er die Vorlesungen des Astronomen Alois Martin David besuchte. 1824 wurde er Kapitän im Regimente Lilienberg. 1826 wurde das Regiment nach Neapel verlegt, auch dort führte er seinen astronomischen Beobachtungen weiter. Ferner machte er die Bekanntschaft von mehreren bekannten Astronomen: Piazzi (Entdecker des Ceres, er starb aber noch 1826), Cacciatore, Brioschi, Capocci und Leopoldo del Re. 1832 kam er als Platzkommandant nach Rovigo, wo er 1844 einen Schlaganfall erlitt. Nach 46-jähriger Dienstzeit ging er mit dem Charakter als Major in Pension und zog nach Venedig. Dort widmete er sich nun der Kunst.
Wilhelm von Biela starb am 18. Februar 1856 in Venedig. Nach ihm sind neben dem Kometen auch der Mondkrater Biela und der Asteroid (2281) Biela benannt.
Bekannt wurde er durch die Entdeckung des nach ihm benannten Kometen Biela, die ihm in der Nacht des 27. Februar 1826 in seinem nordböhmischen Dienstort Josefstadt gelang. Alexander von Humboldt würdigte diese Leistung ausdrücklich in seinen Kosmos-Vorlesungen in der Berliner Singakademie im Winter 1827/28. Neben der Beobachtung von Kometen widmete sich Biela auch den Sonnenflecken.
Er heiratete in erster Ehe Emilie Henriette von Selchow (* 6. Februar 1789 in Vehra; † 1818 in Prag) und in zweiter Ehe Anna Schindler von Wallenstern (* 16. Oktober 1800 in Fiume). Er hatte eine Tochter Emilie (1820–1843) die den Oberst Moritz Graf Forgatsch (Forgacs) (* 1813) heiratete.